# قطويات
القطويات أو الجُونِيَّات أو الغَضَفِيَّات (باللاتينية: Pteroclididae) هي الفصيلة الباقية الوحيدة في رتبة قطويات الشكل تشمل 16 نوعاً تنتشر في المناطق الخالية من الشجر في العالم القديم مثل البوادي والسهوب في أفريقيا والشرق الأوسط وآسيا الوسطى وشبه جزيرة أيبيريا. تقسم تقليدياً إلى جنسين هما
- Syrrhaptes ، Syrrhaptes .
- قطا ، Pterocles .